# Rhinosimus avus
Rhinosimus avus is een keversoort uit de familie van de platsnuitkevers (Salpingidae). De wetenschappelijke naam van de soort werd in 1895 gepubliceerd door Charles Alluaud.